# Червово
Че́рвово (рос. Червово) — село у складі Китмановського району Алтайського краю, Росія. Адміністративний центр та єдиний населений пункт Червовської сільської ради.

## Населення
Населення — 646 осіб (2010; 902 у 2002).
Національний склад (станом на 2002 рік):
- росіяни — 94 %